# Francisco Ballovera
Francisco Ballovera Estrada (San Antonio de Palé, Annobón, 17 de junio de 1980), conocido en su lengua materna como Gutí-Fôgo Badjá Toib, es un poeta ecuatoguineano, en lengua tanto Fa d'Ambo como en español. 
Desde sus primeras obras cultivó la tradición oral de los pé o mé Punta (trovador de Punta), género lírico oral del pueblo annobonés. Estas, en general, son de registro realista con pinceladas de realismo mágico, y otros géneros, que enlazan con las creencias y relatos de la cultura africana más ancestral.
Inició sus pasos literarios en los espacios generados por el Centro Cultural Hispano-Guineano, obteniendo su primer premio a los 24 años. Su obra, muy vinculada a su isla de origen, combina inquietudes sociales y costumbrismo, alternando prosa y poesía. Se define artista de la palabra: «soy un poeta que libera su alma prisionera mediante infinitos vuelos y cantos».

## Biografía
Tras concluir sus primeros estudios en su isla natal, Annobón, se trasladó a Malabo para proseguir con los estudios secundarios y superiores de Técnico Administrativo y oficial Industrial en la rama de Electricidad, con estudios en derecho por la UNED; es empleado de la Cooperación Española en Malabo.  
Compagina su trabajo con la promoción cultural y el desarrollo social, siendo conocido por -entre otras- su apoyo a la biblioteca juvenil Fílôtxiga en la isla de Annobón. Es miembro de la Unión General de Trabajadores y responsable del área de Cultura e Integración Étnica en la Comisión Ejecutiva Nacional de Convergencia para la Democracia Social.  
En 2020 fundó junto a -entre otros- Paysa Elo Ayeto la asociación activista SOMOS+, que lucha por los derechos humanos en Guinea Ecuatorial, destacando durante el confinamiento del COVID-19 por organizar distribución de alimentos y bienes básicos de consumo en barriadas de Malabo.  
Fue detenido el 22 de julio de 2024, cuando «visitaba y entregaba alimentos y agua a las decenas de annoboneses que se hallan encerrados», después de que «más de 200 annoboneses» firmaran una carta dirigida al Defensor del Pueblo sobre unas explosiones que ha estado llevando a cabo recientemente la empresa de infraestructuras marroquí SOMAGEC. Y, al igual que Joaquín Elo Ayeto, inicialmente lo enviaron a la prisión de Black Beach, en Malabo, antes de trasladarlo el 13 de agosto a la prisión de Oveng Azem, en la ciudad oriental de Mongomo, donde permanece en detención en espera de juicio.

## Publicaciones
Individual:
- Caminando por África,[15] con fotografías de Gloyer Matala Evita, Alianza Hispánica, Madrid, 2014.
- Una adolescencia para no olvidar, Ediciones Esangui, Bata, 2022.
- Jaasa Liz'u y sus amigos en el país del gigante,[16] Editorial Diwan Mayrit, Madrid, 2022.

En antologías y publicaciones colectivas:
- El eterno viaje,[17] revista El Patio, Ediciones del Centro Cultural Hispano-Guineano, Malabo, 2001.
- En 2007 su poema Lejos de mi tierra aparece en el calendario cultural del Centro Cultural Español de Malabo.
- Prisión,[18] revista Atanga. Centros Culturales de España en Malabo y en Bata, 2010.

- El secreto de los libros.[19] Los Mares de Guinea Ecuatorial: Nueva novela y poesía africana. Centro Cultural de España en Malabo, 2014.

- Ríos de buena tinta.[20] Revista Atanga monográfico sobre "Los libros y la lectura". Centros Culturales de España en Malabo y en Bata, 2014.

- Aldeanos que no dejaban escrito nada de sus poblados.[21] Antología «Guinea Escribe». Ediciones Cartoneras  Centros Culturales de España en Malabo y en Bata, 2017.

- Edición especial de la revista Mi arte, mi cultura. Grupo Media Rombe / Colectivo Negro, Santiago de Chile, 2017.

- Nuevas voces de la literatura de Guinea Ecuatorial: antología (2008-2018).[22] Editorial Diwan Mayrit, Madrid, 2019.

- ...Y defendamos nuestra libertad. 19 voces pisando la senda. Editorial Mey, Barcelona, 2020.

## Reconocimientos

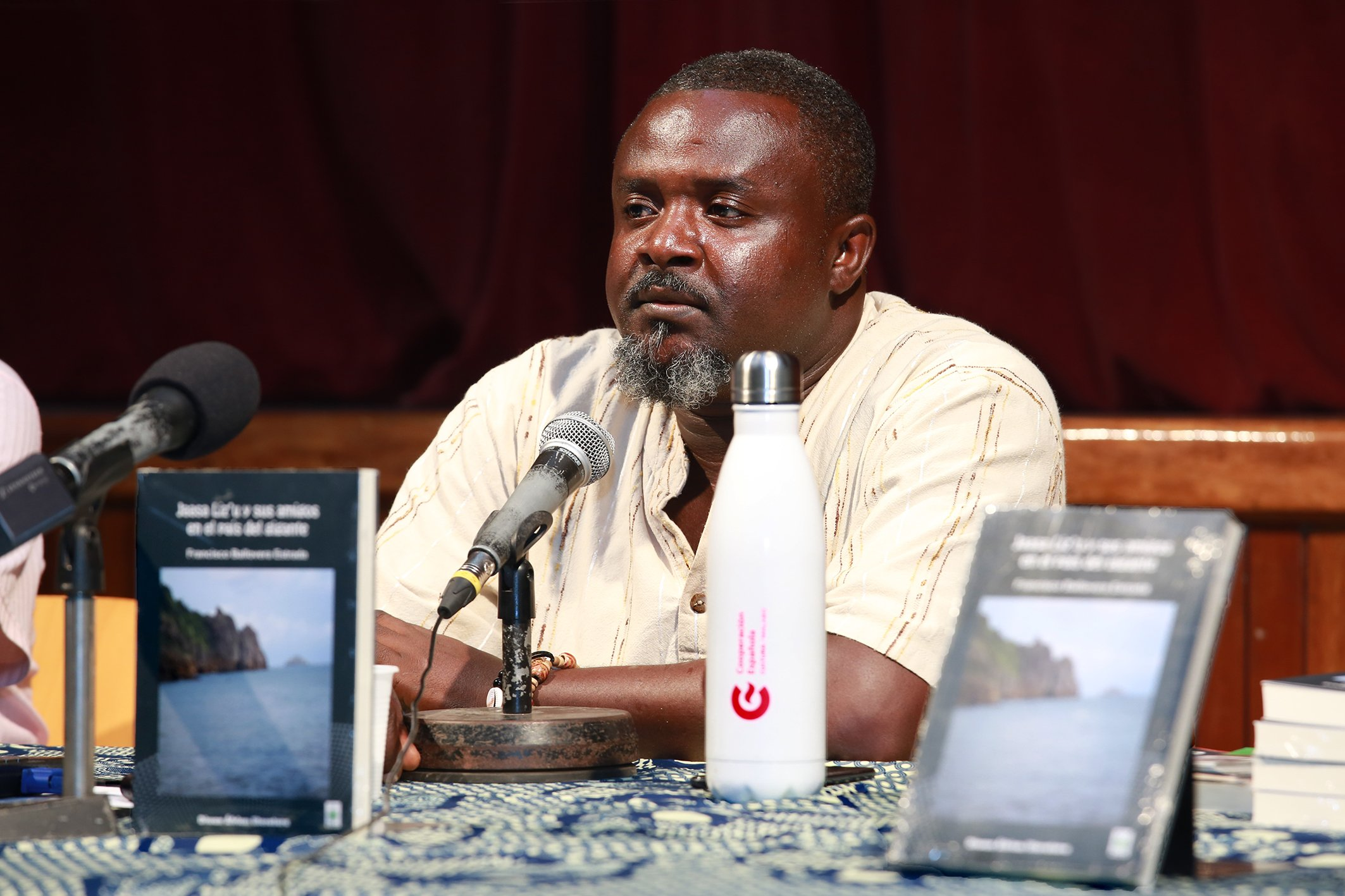
Presentación de Jaasa Liz’u y sus amigos en el país del gigante.

Su obra acumula diferentes distinciones:
- Primer premio Día Mundial de la Música (2004) del Centro Cultural de España en Malabo, con el poema Guitarra.

- Ganador del Certamen Literario «12 de Octubre» (2013) en la Modalidad de poesía, con la obra El secreto de los libros.

- Segundo premio en el Concurso de Relatos Cortos del Premio Literario Fundación Martínez Hermanos (2017) celebrado en Guinea Ecuatorial con Los aldeanos que no dejaban escrito nada de sus poblados.

- En 2018, las bibliotecas de la Agencia Española de Cooperación Internacional para el Desarrollo crean el Fondo Digital de Guinea Ecuatorial, un portal especializado en publicaciones ecuatoguineanas, siendo El eterno viaje, Prisión, El secreto de los libros" y Aldeanos que no dejaban escrito nada de sus poblados, parte del acervo fundacional de éste.

- La Secretaría de Educación de la prefectura de Garulhos, São Paulo, incluyó (2020) una selección de poemas de Francisco Ballovera en su módulo avanzado de docencia de lengua y cultura española.

- El cuento La niña que soñaba con los ángeles es invitado de honor en el Festival de Poesía de Fusagasugá, Colombia (2021).

- Reconocimiento (2022) de la Dirección de Cultura y Recreación del Municipio de Cárdenas, México, por su contribución al 3er Expo Coloquio Internacional Pre-textos del solsticio.

- Reconocimiento (2023) de la Dirección de Cultura y Arte del Municipio de Jocotepec, México, por su contribución al 4to Expo Coloquio Internacional Pre-textos del solsticio.

- Reconocimiento de la asociación BLANOV (2023), «por haber enorgullecido al pueblo annobonés con sus aportes en la literatura nacional e internacional».

- Reconocimiento (2024) de la Universidad Juárez Autónoma de Tabasco, México, por su contribución al 5to Expo Coloquio Internacional Pre-textos del solsticio.